# Aruba na Mistrzostwach Świata w Lekkoatletyce 2022
Aruba na Mistrzostwach Świata w Lekkoatletyce 2022 – reprezentacja Aruby podczas mistrzostw świata w Eugene liczyła jednego zawodnika, który nie zdobył medalu.

## Skład reprezentacji

### Mężczyźni
| Zawodnik           | Konkurencja    | Eliminacje | Eliminacje | Finał | Finał   | Źródło |
| Zawodnik           | Konkurencja    | Wynik      | Pozycja    | Wynik | Pozycja | Źródło |
| ------------------ | -------------- | ---------- | ---------- | ----- | ------- | ------ |
| Jethro Saint-Fleur | bieg na 5000 m | 16:04.46   | 41.        | NQ    | NQ      | [ 1 ]  |